# Anisodes globaria
Anisodes globaria là một loài bướm đêm trong họ Geometridae.